# Sphyranthera lutescens
Sphyranthera lutescens är en törelväxtart som först beskrevs av Wilhelm Sulpiz Kurz, och fick sitt nu gällande namn av Ferdinand Albin Pax och Käthe Hoffmann. Sphyranthera lutescens ingår i släktet Sphyranthera och familjen törelväxter. Inga underarter finns listade i Catalogue of Life.